# Список полных кавалеров ордена Славы
Всего за подвиги, совершённые в годы Великой Отечественной войны, было вручено около миллиона знаков ордена Славы III степени, более 46 тысяч — II степени и 2678 — I степени.

Полных кавалеров ордена Славы — 2671 человек — в советское время они приравнивались в правах к лицам, удостоенным звания Героя Советского Союза. 7 человек были награждены орденом Славы I степени, но не являлись полными кавалерами. Бывало, что люди получили по три ордена Славы, но не стали полными кавалерами, поскольку у них отсутствовала первая степень ордена (в нескольких случаях это было исправлено после войны путём перенаграждения). В последние годы выяснилось, что среди полных кавалеров 86 человек оказались кавалерами четырёх орденов Славы.
Известны два человека, награждённые пятью орденами Славы. Так, Тимофей Емельянович Грубый дважды был награждён третьей степенью ордена, дважды второй степенью и один раз первой степенью. Дмитрий Иосифович Кохановский был награждён третьей степенью ордена, трижды награждён второй степенью и один раз первой степенью (всех этих наград он был позднее лишён в связи с осуждением судом по уголовному делу).

## Полные кавалеры ордена Славы — Герои Советского Союза
1. Алёшин, Андрей Васильевич
2. Драченко, Иван Григорьевич
3. Дубинда, Павел Христофорович
4. Кузнецов, Николай Иванович

## Полные кавалеры ордена Славы — Герои Социалистического Труда
1. Величко, Максим Константинович
2. Литвиненко, Павел Андреевич
3. Мартыненко, Анатолий Алексеевич
4. Пеллер, Владимир Израйлевич
5. Султанов, Хатмулла Асылгареевич
6. Фёдоров, Сергей Васильевич
7. Христенко, Василий Тимофеевич
8. Яровой, Михаил Саввич

## Женщины — полные кавалеры ордена Славы
1. Журкина, Надежда Александровна
2. Нечепорчукова, Матрёна Семёновна
3. Петрова, Нина Павловна
4. Станелиене, Дануте Юргио

## Полные кавалеры ордена Славы
| По алфавиту                                               | Название подстраницы                    | Количество награждённых |
| --------------------------------------------------------- | --------------------------------------- | ----------------------- |
| Список полных кавалеров, фамилии которых начинаются с «А» | Абдалов Алексей — Ашин Александр        | 118                     |
| Список полных кавалеров, фамилии которых начинаются с «Б» | Бабенко Василий — Бычков Михаил         | 213                     |
| Список полных кавалеров, фамилии которых начинаются с «В» | Вавилин Сергей — Вяткин Сергей          | 106                     |
| Список полных кавалеров, фамилии которых начинаются с «Г» | Гавеев Алексей — Гуцевич Николай        | 158                     |
| Список полных кавалеров, фамилии которых начинаются с «Д» | Давиденко Иван — Дячкин Пётр            | 105                     |
| Список полных кавалеров, фамилии которых начинаются с «Е» | Евдокимов Александр — Ешбаев Сарсенгали | 49                      |
| Список полных кавалеров, фамилии которых начинаются с «Ж» | Жабский Иван — Журкина Надежда          | 29                      |
| Список полных кавалеров, фамилии которых начинаются с «З» | Заббаров Каюм — Зырянов Пётр            | 60                      |
| Список полных кавалеров, фамилии которых начинаются с «И» | Ибрагимов Гариф — Ищенко Иван           | 59                      |
| Список полных кавалеров, фамилии которых начинаются с «К» | Кадомцев Иван — Кущ Василий             | 359                     |
| Список полных кавалеров, фамилии которых начинаются с «Л» | Лавров Николай — Лященко Александр      | 97                      |
| Список полных кавалеров, фамилии которых начинаются с «М» | Магомедов Хизри — Мясников Василий      | 197                     |
| Список полных кавалеров, фамилии которых начинаются с «Н» | Набока Василий — Носыч Василий          | 75                      |
| Список полных кавалеров, фамилии которых начинаются с «О» | Обухов Фёдор — Очаковский Сергей        | 44                      |
| Список полных кавалеров, фамилии которых начинаются с «П» | Павленко Михаил — Пэн Игорь             | 219                     |
| Список полных кавалеров, фамилии которых начинаются с «Р» | Равшанов Бахрам — Рязанцев Николай      | 82                      |
| Список полных кавалеров, фамилии которых начинаются с «С» | Сабанин Михаил — Сюсюкин Василий        | 260                     |
| Список полных кавалеров, фамилии которых начинаются с «Т» | Табаев Георгий — Тякин Анатолий         | 107                     |
| Список полных кавалеров, фамилии которых начинаются с «У» | Уваров Иван — Ушанов Алексей            | 23                      |
| Список полных кавалеров, фамилии которых начинаются с «Ф» | Фадеев Василий — Фурсов Михаил          | 51                      |
| Список полных кавалеров, фамилии которых начинаются с «Х» | Хабаров Николай — Хуснутдинов Ахнаф     | 40                      |
| Список полных кавалеров, фамилии которых начинаются с «Ц» | Цаплин Алексей — Цыкарев Иван           | 14                      |
| Список полных кавалеров, фамилии которых начинаются с «Ч» | Чабанов Иван — Чуриков Геннадий         | 64                      |
| Список полных кавалеров, фамилии которых начинаются с «Ш» | Шабанов Владимир — Шушарин Валентин     | 82                      |
| Список полных кавалеров, фамилии которых начинаются с «Щ» | Щеглов Иван — Щуренко Роман             | 10                      |
| Список полных кавалеров, фамилии которых начинаются с «Э» | Эльдаров Сулейман — Эсаулов Александр   | 5                       |
| Список полных кавалеров, фамилии которых начинаются с «Ю» | Юдин Валентин — Юшковский Назар         | 15                      |
| Список полных кавалеров, фамилии которых начинаются с «Я» | Яганов Николай — Яшутин Алексей         | 30                      |
| Всего полных кавалеров ордена Славы                       | Всего полных кавалеров ордена Славы     | 2671                    |

## Награждённые орденом Славы 1 степени, но не являющиеся полными кавалерами
| № п/п | Фото | Фамилия, Имя Отчество       | Дата Указа и номер ордена | Дата Указа и номер ордена | Дата Указа и номер ордена | Род войск            | Годы жизни | Примечание                                                 |
| № п/п | Фото | Фамилия, Имя Отчество       | 3 степень                 | 2 степень                 | 1 степень                 | Род войск            | Годы жизни | Примечание                                                 |
| ----- | ---- | --------------------------- | ------------------------- | ------------------------- | ------------------------- | -------------------- | ---------- | ---------------------------------------------------------- |
| 1     |      | Джумагалиев, Аблиамен       | 15.02.1945 №237349        | не награждался            | 31.05.1945 №2903          | Бронетанковые войска | род. 1922  |                                                            |
| 2     |      | Добринов, Василий Борисович | 24.08.1944 №401997        | не награждался            | 27.06.1945 №230           | Пехота               | род. 1921  |                                                            |
| 3     |      | Катанов, Иван Лукьянович    | не награждался            | не награждался            | 27.06.1945 №1016          | Артиллерия           | род. 1924  | Награждён по представлению к званию Героя Советского Союза |
| 4     |      | Логвинов, Иван Васильевич   | 23.03.1945 №136047        | не награждался            | 27.06.1945 №866           | Пехота               | род. 1923  |                                                            |
| 5     |      | Симанько, Василий Семёнович | 11.09.1944 №234135        | не награждался            | 15.05.1946 №1416          | Артиллерия           | род. 1924  |                                                            |
| 6     |      | Шилингер, Семён Эляшевич    | 02.11.1944 №180346        | не награждался            | 29.06.1945 № неизвестен   | Пехота               | род. 1925  |                                                            |
| 7     |      | Тупицкий, Харитон Иванович  | 16.09.1944 № неизвестен   | не награждался            | 15.05.1946 № неизвестен   | Кавалерия            | род. 1908  | Лишён наград Указом от 25.01.1949                          |

### По регионам
- Список полных кавалеров ордена Славы (Адыгея)
- Список полных кавалеров ордена Трудовой Славы (Башкортостан)
- Список полных кавалеров ордена Славы (Беларусь)
- Список полных кавалеров ордена Славы (Киргизия)
- Список полных кавалеров ордена Славы (Кировская область)
- Список полных кавалеров ордена Славы (Краснодарский край)
- Список полных кавалеров ордена Славы (Свердловская область)
- Список полных кавалеров ордена Славы/Ярославская область

### Другие статьи
- Список полных кавалеров, награждённых четырьмя орденами Славы
- Список полных кавалеров ордена Славы, лишённых государственных наград